# Trair e Coçar É Só Começar
Trair e coçar é só começar é uma comédia escrita por Marcos Caruso. É considerada um dos maiores sucessos de público no Brasil, e vem sendo encenada desde 1986. É a peça teatral há mais tempo em cartaz em todos os tempos, o que lhe valeu quatro menções no Guiness, o livro dos recordes mundiais. Trair e coçar é só começar já foi visto por mais de cinco milhões e 500 mil espectadores em mais de nove mil apresentações.